# Gabriel García Hernández (político)
Gabriel García Hernández (Ciudad de México, 27 de marzo de 1977) es un político mexicano, miembro del partido Morena. Ha sido funcionario del entonces Distrito Federal y Coordinador General de Programas para el Desarrollo en el gobierno de Andrés Manuel López Obrador del 1 de diciembre de 2018 al 24 de junio de 2021.

## Biografía
Gabriel García Hernández es licenciado en Economía egresado de la Universidad Nacional Autónoma de México y tiene una maestría en Finanzas Públicas por el Instituto Nacional de Administración Pública.
Inició su actividad política como director de Adquisiciones de la Oficialía Mayor del gobierno del Distrito Federal de 2000 a 2005, por nombramiento del entonces jefe de gobierno Andrés Manuel López Obrador y siendo oficial mayor Octavio Romero Oropeza. 
Renunció al cargo en 2005 para unirse a la primera campaña presidencial de López Obrador en las elecciones de 2006 y continuaría durante la de 2012. Durante este periodo entre otras funciones, fue apoderado legal de la asociación civil Honestidad Valiente, encargada de recaudar fondos para las campañas electorales de López Obrador.
En la estructura de Morena se desempeñó como secretario de Organización, enlace en el estado de Michoacán y secretario técnico del Consejo Nacional del partido.
En 2018 fue elegido senador por lista nacional para las legislaturas LXIV y LXV, asumiendo el cargo el 1 de septiembre, y ocupando los cargos de secretario de la comisión de Desarrollo y Bienestar Social; así como integrante de las de Desarrollo Urbano, Ordenamiento Territorial y Vivienda; de Puntos Constitucionales; de Seguridad Pública; y de Zonas Metropolitanas y Movilidad. Sin embargo, se separó del cargo por licencia el 29 de noviembre del mismo año, para ser a partir del 1 de diciembre, Coordinador General de Programas para el Desarrollo del gobierno de la república.
El 21 de junio de 2021 anunció su renuncia al cargo de Coordinador General de Programas para el Desarrollo de la presidencia de la República y su reintegración al cargo de Senador de la República; al día siguiente, el presidente Andrés Manuel López Obrador, anunció que sería sustituido en el cargo por Carlos Torres Rosas, quien ocupaba el cargo de secretario técnico del gabinete de la Presidencia, cargo que se fusionará con la coordinación de Programas para el Desarrollo.